# Iso Vilissalo
Iso Vilissalo är en ö i Finland. Den ligger i Bottenhavet eller Skärgårdshavet och i kommunen Nystad i den ekonomiska regionen  Nystadsregionen i landskapet Egentliga Finland, i den sydvästra delen av landet. Ön ligger omkring 61 kilometer nordväst om Åbo och omkring 210 kilometer väster om Helsingfors.
Öns area är 24,9 hektar och dess största längd är 1 kilometer i sydöst-nordvästlig riktning.